# Vali Bărbulescu
Vali Bărbulescu este un DJ român de muzică house, minimal și techno care și-a început cariera în anul 1999.

## Carieră
La vârsta de 15 ani, Vali și-a început cariera de DJ folosind celebrele platane SL1200 MKII.
Un an mai târziu obține trei rezidențe lunare în Hippodrome, Graffiti și Chrome, cele mai bine cotate locații la vremea aceea. Au urmat multe alte giguri în cele mai cunoscute cluburi din țara și din străinătate.
A mixat la petrecerea de lansare a celui mai cunoscut club din România, Kristal Glam Club. A mixat alături de nume cunoscute ca James Zabiela, ATB, Roger Sanchez, David Morales.
În anul 2004, la Miami Winter Music Conference decide să deschidă propriul său label, care se numește Valio Records.
A fost votat pe thedjlist.com cel mai bun DJ român doi ani consecutiv. La Romanian Music Awards 2010 a câștigat premiul special „Cel mai bun DJ de radio”. 
Acum, Vali lucrează la postul de radio Vibe FM datorită ambiției sale de a promova piesele de club în FM. A fost prins de virusul televiziunii și de-a lungul anilor a prezentat pentru MTV și TVR1. Vali Bărbulescu a afirmat într-un interviu recent: "muzica reprezintă viziunea mea artistică iar fotografia este muzica"
Pe lângă muzică, Vali este fotograf de modă iar FHM este doar una dintre publicațiile glossy în care fotografiile sale sunt publicate. 